# Thomas Kilchmann
Thomas Kilchmann (25 settembre 1994) è un giocatore di football americano svizzero che gioca nel ruolo di tight end per i Luzern Lions.